# Фун
Фун е глоба, която се налага за убийство в Българското царство през XIII – XIV в. Нейната употреба е заимствана от Византия.
Източници на информация за нейното съществуване са Мрачката грамота на цар Иван Александър от 1348 г. и Витошката грамота на цар Иван Шишман от преди 1385 г.